# Allen Park
Allen Park é uma cidade localizada no estado americano do Michigan, no Condado de Wayne.

## Demografia
Segundo o censo americano de 2000, a sua população era de 29.376 habitantes. 
Em 2006, foi estimada uma população de 27.616, um decréscimo de 1760 (-6.0%).

## Geografia
De acordo com o United States Census Bureau tem uma área de 18,2 km², dos quais 18,2 km² cobertos por terra e 0,0 km² cobertos por água.

## Localidades na vizinhança
O diagrama seguinte representa as localidades num raio de 8 km ao redor de Allen Park. 